# Scotinotylus alpigena
Scotinotylus alpigena är en spindelart som först beskrevs av Ludwig Carl Christian Koch 1869.  Scotinotylus alpigena ingår i släktet Scotinotylus och familjen täckvävarspindlar. Inga underarter finns listade i Catalogue of Life.